# Carlos Alcántara Fernández
Carlos Alcántara Fernández (Madrid, España, 20 de julio de 1960) es un personaje de ficción que aparece en la serie española Cuéntame cómo pasó, interpretado por el actor Ricardo Gómez. Dentro de la serie, es el tercer hijo de los Alcántara y a través de su voz en off, es el narrador de los eventos de la serie desde su perspectiva adulta, siendo interpretado por Carlos Hipólito, que también lo interpreta físicamente en la temporada 21 (2020-2021). El hecho de que la narración en off la hace Carlos de adulto, expresando sus opiniones y sentimientos sobre los sucesos del pasado, le otorga de facto el papel de protagonista de la serie.

## Biografía ficticia

### Infancia
Carlos nace el 20 de julio de 1960 en Madrid. Es hijo de Antonio y Mercedes, el tercero de los hermanos, menor que  Inés, Toni y mayor que María. Carlitos era el típico niño español de los años sesenta, que vestía siempre pantalones cortos. Listo, despierto y revoltoso, era la pesadilla de Don Severiano, un típico y gruñón maestro de escuela de la época.
En el barrio, se pasa el día entero con sus amigos Luis y Josete, jugando en un descampado detrás de casa a las chapas, a las canicas, o con un camión abandonado. Eladio el kioskero, al que todos conocen como el Cervan, se convierte en un gran amigo para los chavales, a los que vende chicles Bazoka, caramelos Saci, tebeos de Hazañas Bélicas, y todo tipo de productos míticos de la época. También comenzarán sus desventuras con las chicas, no consiguiendo nunca que le haga caso Mayka, una vecina del barrio que quiere que sea su novia.
En casa, Carlitos trae a sus padres de cabeza con sus frecuentes trastadas, aunque debido al trabajo, será generalmente su abuela Herminia la que pase la mayor parte del día a su cargo. Comparte habitación con su hermano mayor Toni, lo que le lleva a escuchar conversaciones y descubrir enigmas sobre el mundo adulto sobre los que no para de preguntar, harto de que todos lo traten como lo que en realidad es, un niño.

### Adolescencia
En 1974, Carlitos tiene 14 años y es ya es un adolescente. Ha empezado el instituto y viste pantalones de campana. En el barrio, sigue juntándose con sus amigos de siempre, Luis, Josete, Maika y una chica nueva, Karina, a la que le gusta cantar. Los chicos han crecido, y han cambiado las chapas y canicas por los futbolines y las máquinas que hay en los recreativos que ha abierto el Cervan. Ahora más que tebeos, van buscando furtivamente las portadas de las revistas que se comienzan a ver con el destape.
Su hermano Toni se ha independizado y Carlos estrena cuarto para él solo. La influencia de su hermano mayor le dejó en esa época un cierto interés por la política de izquierdas. Estando aún en el colegio, participó en un concurso radiofónico donde leyó un poema de Antonio Machado, en vez de uno ensalzando la figura de Franco que le habían mandado leer. Durante su temprana adolescencia, y por influencia de nuevas amistades en el instituto, comienza a leer el libro rojo de Mao, y se dice a sí mismo maoísta. Sin embargo tras el franquismo, y conforme va creciendo, se aparta completamente del comunismo y las ideologías políticas.
Ese mismo año descubre sus primeras relaciones amorosas. Tiene un romance de verano en Sagrillas con Julia, la hija de Maurín, con la que acaba aprendiendo su primer desengaño. Durante un tiempo también empieza a sentir admiración y atracción por Carola, una joven y amistosa profesora, a la que incluso llega a confesarle su atracción.
Carlos siempre ha estado atraído por el mundo de las artes y las letras. Le compraron una cámara de Super 8, con la que se dedicaba a grabar todo tipo de cortos y escenas por el barrio. También tenía un gran interés por la lectura y la escritura, le gustaba escribir con su máquina de escribir Olivetti. En 1976 ganó el Certamen Nacional de relatos para alumnos de Bachiller, con una historia biográfica titulada El hijo del Parriba.
En 1977, Carlos está obsesionado con tener una moto, y para ello buscará diversos empleos. Ayudó a su padre en la campaña electoral, pegando por todo el barrio carteles de la UCD. Encontró también un trabajo proyectando películas en un cine, una de sus pasiones. Finalmente acaba comprándose la moto. En el verano del 77, empieza una relación con su amiga Karina. Ese mismo verano, dada la bonanza económica que estaban viviendo sus familias, Carlos se va un mes con Josete a Irlanda a unas vacaciones para aprender inglés. 
En las navidades de 1977, la última noche que los Alcántara pasan en el barrio antes de mudarse, Carlos tiene su primera experiencia sexual con Karina.

### Juventud
En 1978, Carlos, ya con 18 años y tras terminar  COU, tenía en mente ir a la universidad a estudiar Filología. Sin embargo se acaba alistando para hacer la mili de voluntario, en el Grupo de Transmisiones del Ejército del Aire. En la mili, se hará muy amigo de su compañero y nuevo vecino, Felipe, un tipo ligón y juerguista. En esta época se distanciará de su novia Karina y acabará rompiendo con ella.
En 1979, tras la mili, no sabe qué hacer con su vida, pero acaba aceptando el consejo de su padre y se matricula en ICADE para hacer la carrera de administración de empresas. Allí coincide con Arancha, la atractiva novia de Felipe. Ésta le seducirá, y los tres acabarán enganchados en un problemático triángulo amoroso que les llevará a numerosas discusiones y peleas.
En 1980, Carlos lleva una vida muy ajetreada. Se ha asociado con Felipe para abrir un bar de copas en el centro de Madrid, el Fly Bar. En plena explosión de la movida madrileña, el bar es un éxito y pronto empiezan a ganar dinero fácil. Se mete mucho en el mundo de la noche, por lo que acaba dejando totalmente de lado los estudios. Su modo de vida le trae peleas con su padre, el cual tiene un gran enfado cuando le comunica que ha decidido dejar ICADE para dedicarse en exclusiva al bar. Esta pelea provoca que Carlos se vaya de casa, a vivir en un piso compartido con Felipe y Arancha.
En 1981, el trío amoroso se acaba rompiendo cuando Felipe y Arancha se casan inesperadamente en una boda forzada por Pituca, la madre de él. Carlos vuelve a acercarse más a los que fueron sus verdaderos amigos, Josete y Karina. El Fly Bar sigue funcionando bien, pero empiezan a sucederse los excesos de la movida, el alcohol, las drogas, la promiscuidad, etc. A finales de año, Felipe empieza a usar el bar para traficar con cocaína. Ambos son detenidos, pero Felipe, el culpable, se libra, mientras que Carlos acaba encarcelado en Carabanchel. Durante su estancia en la cárcel, es apuñalado por un recluso, lo que casi le cuesta la vida. Esta situación hace que Arancha acabe acusando a Felipe, permitiendo que Carlos salga en libertad.
En 1982, Carlos regresa a España tras haber estado unos meses en Londres con su hermano Toni. A pesar de haber pasado tiempo desde lo sucedido, sigue estando traumatizado y sufre pesadillas. 
En 1984, su padre decide mejorar todo lo que pueda la bodega y, como sabe que realmente tiene buena mano con el negocio, Antonio no duda en ponerle frente al negocio familiar. Al principio, a Carlos no le gusta la idea pero, poco a poco, ve una buena forma de empezar a ganar más dinero.

### Adultez
1986 es muy intenso para Carlos ya que, por un lado, daba sus pasos en el mundo de la hostelería con su hotel en Sagrillas llamado "La Casa de Doña Pura" regentado por él y por sus amigos, y por otro lado pública su segunda novela "La vida imposible". Después de muchas dudas e idas y venidas, Carlos y Karina deciden darse una nueva oportunidad, iniciando una relación sentimental.
En 1987, Carlos y Karina finalmente contraen matrimonio. 
En 1988, Carlos vive su cambio más radical. Le ofrecen trabajo en el mundo de la publicidad gracias a Julia. Se ha enganchado a la cocaína que le había ofrecido su jefe Andrés para que esté siempre activo. Toni e Inés saben lo que le ha pasado a su hermano, pero Carlos no quiere que se metan en su vida. Así que cuando conduce, sufre un accidente que le lleva al hospital. Carlos logra salir bien del accidente, pero debido a un examen de sangre Antonio se entera de que su hijo consume cocaína. Tiempo después de lo sucedido Carlos decide irse a Sagrillas a terminar su novela junto con sus hermanos Inés y Toni, pero la novela termina siendo un fracaso, siendo rechazada por la editorial que lo representaba. Carlos regresa a Madrid a continuar con su vida laboral, esto hace que se agobie y no trabaje como lo hacía normalmente y vuelve a recaer en la cocaína en la boda de su jefe Andrés, pero Karina lo ve cuando está a punto de consumir. Carlos, destrozado, por la marcha de Karina a Nueva York, decide irse de Madrid sin avisar, únicamente entregándole un casete a Marcos en donde se despide de toda su familia. Mediante este viaje, Carlos comienza a escribir su novela llamada "Cuéntame cómo pasó", que cuenta la historia de la familia Alcántara basándose en él mismo como protagonista. Carlos decide marcharse a buscar a Karina y llega finalmente a Nueva York donde rehace su vida con ella.
En 1994, Carlos publica su nueva novela "Nuestro Ayer", basada en su familia y en él, cuya presentación será en Madrid. Carlos iba a viajar a España para presentar la novela y reunirse con su familia después de muchos años desde que se marchó a Nueva York, pero al descubrir que le iban a dar un premio amañado por su novela en la presentación, decide no ir, abriendo así una brecha en su familia, tanto por las cosas personales que contaba en su novela como por su ausencia sin decir nada. Ese mismo año, su hermana Inés escribe y dirige una obra de teatro basada en su novela. Finalmente, Antonio le llama y se reconcilia con el.
En septiembre de 2001, por petición de su abuela, viaja con Karina a Sagrillas, aunque le dan un susto a la familia, ya que el viaje coincide con los ataques a las Torres Gemelas en Nueva York, algo que también los deja preocupados por los amigos que ya han hecho allí. Al llegar, habla con Herminia, que le hace ver su tristeza por los conflictos que se han visto en la familia y le pide además que cumpla su deseo para cuando fallezca: que al ser él quien conoce en profundidad la historia de la familia, reúna a todos otra vez. Después de esa conversación, Herminia muere y durante su velatorio, se evidencian las fuertes diferencias entre hermanos. Al saber que Karina esta embarazada, reúne a la familia e improvisa una carta donde les cuenta las palabras de su abuela, les hace ver que se ha marchado triste y que no vale la pena pelear por cosas intrascendentes ya que la vida es aquí y ahora. Tras ello, todos comparten un alegre momento en las fiestas patronales del pueblo donde vuelven a unirse como la familia que siempre han sido. 
En 2002, Carlos y Karina tienen su segundo hijo, un niño al que llaman Adrián.